# حسن الحجی
حسن الحجی (عربی: حسن الحجي؛ زادهٔ ۱۰ ژوئیهٔ ۱۹۸۷) یک ورزشکار اهل عربستان سعودی است.
از باشگاه‌هایی که در آن بازی کرده‌است می‌توان به باشگاه فوتبال الفتح عربستان سعودی و باشگاه فوتبال الحزم عربستان سعودی اشاره کرد.